# 新宮晉
新宮晉（しんぐう すすむ、1937年7月13日—）是一位日本藝術家。

## 生平
當新宮晉在義大利時，一次偶然會見了大阪造船公司總裁，導致新宮晉返回日本，因為南允許他在造船廠設立工作室，也可以與工程師合作。新宮晉製作了20公尺高的雕塑《風之軌跡》，這是第一件大型委託作品，1977年設置於千里北公園。他開始創作融合日本民間藝術的作品：風鈴和傳統鯉魚旗。
1970年世界博覽會於大阪府舉行，是日本藝術界的盛事。新宮晉被選為代表國家的八位日本雕塑家之一。主辦單位委託新宮晉為中央廣場製作了一件大型作品。
1971年到1972年，他在哈佛大學卡彭特視覺與環境研究中心擔任訪問藝術家一年。1983年，他在劍橋波特地鐵站外建造了《風之贈禮》（Gift of the Wind），這是一個永久性的風力裝置，作為該市藝術計劃的一部分。

## 榮譽
- 第4回吉田五十八獎（建築関連美術の部）（1979年）
- 第8回現代日本彫刻展で国立国際美術館獎（1979年）
- 第8回長野市野外彫刻獎（1980年）
- 第18回日本藝術大獎（1986年）
- 第6回ヘンリー・ムーア大賞展特別優秀獎（1989年）
- 兵庫県文化獎（1994年）
- 大阪藝術獎（1995年）
- 第43回每日藝術獎特別獎（2002年）
- 紫綬褒章（2002年）[6]
- 第20回現代日本彫刻展大獎（2003年）
- 第4回圓空大獎（2007年）
- 旭日小綬章（2010年）[7]
- 紺綬褒章飾版、木杯一組[8]。